# Mercedes Oliveira Malvar
Mercedes Oliveira Malvar (Chis) es una catedrática de filosofía, considerada como referente en el campo de la educación sexual con perspectiva de género.[cita requerida]
Se doctoró en la Universidad de Santiago de Compostela en 1997 con la tesis "La educación afectivo-sexual en la adolescencia. Epistemología y didáctica de una propuesta". Esta investigación plantea por primera vez el qué, el cómo y el desde dónde formular la educación sexual en la adolescencia de forma sistemática, una tarea aún pendiente en el sistema educativo. Actualmente coordina el Comando Igualdade.
Chis lleva treinta años aplicando de forma práctica las teorías que formulaba en esta investigación. Lo ha hecho con su alumnado del instituto; en distintos másteres en universidades de toda España; y en la formación del profesorado y de profesionales socio-sanitarios, a quienes también imparte cursos.
Su labor, pionera y alejada de los estereotipos, fue reconocida con el Premio Irene del Ministerio de Educación en el año 2011. El galardón, que suele otorgarse a propuestas educativas de equipo, fue en esta ocasión concedido a título individual.
Miembro fundadora de Enxergo de Didáctica da Filosofía (después Nexos), grupo de referencia en Galicia en la elaboración de libros de texto, materiales curriculares y formación del profesorado. Fue presidenta de la ONG de derechos sexuales Federación de Planificación Familiar Estatal entre 1998 y 2004. Por ello, Chis es sin duda una de las grandes responsables de los avances que se han dado en el modo de enfocar la educación sentimental en el sistema educativo.
Entre los libros que ha publicado cabe destacar "La educación sentimental. Una propuesta para adolescentes", "Eros: materiais para pensar o amor", "Estas pola solución? Proposta de recursos didácticos para a abordaxe da violencia de xénero no ámbito sanitario" y "Datas e datos para lembrar... en pé de igualdade e non esquecer o resto do ano". A finales de 2018 publicó junto a Amada Traba el libro "ám@me. Pensar o amor no século XXI", un libro que aborda cuestiones de sexualidad y educación emocional con perspectiva de género. Posteriormente, en el año 2019, se publicó una nueva edición en castellano, bajo el nombre "Amarte. Pensar el amor en el siglo XXI". Escribe habitualmente en revistas especializadas y elabora materiales didácticos de Filosofía, Ética, Antropología y Ciudadanía. En 2020 fue premiada con el  III Premio Clavico por su trayectoria en coeducación. En 2021 recibe el Premio de Igualdad Ernestina Otero. En 2021 publicó con  Priscila  Retamozo el libro en galego «Comando igualdade. A mocidade facendo a revolución feminista nas aulas!» (Catro ventos) y en 2022 una versión actualizada en castellano: "La revolución feminista en las aulas" (Catarata). Se trata de un manual de feminismo en la que abordan, además de conceptos básicos de la teoría feminista, la historia del Comando Igualdad, un proyecto  coeducativo que trabaja la igualdad de género con la juventud.

## Trayectoria
Hija del escultor gallego Juan Oliveira, es la hermana mayor de una familia mayoritariamente femenina (cinco hermanas y un hermano). Chis mostró desde muy pronto una clara inquietud hacia los evidentes conflictos entre la construcción cultural de género y la identidad individual. 
Educada en un ambiente en el que se mezclaban la sensibilidad artística y la mentalidad de unos padres alejados de los convencionalismos de la época, fue en su propia casa donde Chis encontró la libertad que necesitaba para cuestionarse lo establecido.
Se licenció en Filosofía en la Universidad de Santiago de Compostela y años más tarde en Pedagogía en la misma Universidad. Su doctorado "La educación afectivo-sexual en la adolescencia. Epistemología y didáctica de una propuesta" supuso la cristalización de toda su etapa formativa y la situó como una de las voces pioneras en materia de educación sexual.
En la primera parte de la tesis, la epistemológica, se definen los conceptos que vertebran la investigación. Se aborda la adolescencia como momento vital y se analizan las implicaciones entre sexualidad y género en esta etapa. El segundo bloque se centra en los aspectos metodológicos para educar sexual y sentimentalmente a los adolescentes. Y en el tercero se analiza la incidencia de este programa a través de distintas técnicas de evaluación cualitativa a lo largo de todo un curso escolar: grabaciones en el aula, registros, entrevistas, diarios del alumnado, informes, etc. De este modo se pudo comprobar que rompiendo con los estereotipos sexuales y de género la gente toma consciencia de su verdadera identidad, se libera de miedos y se adquieren las herramientas necesarias para encarar su proyecto vital de una forma más libre y plena.Chis ha dado clase de Filosofía, Ética, Derecho, Política, Antropología y Educación sexual en los Institutos Saturnino Montojo de Ferrol, Valmiñor de Nigrán y María Soliño de Cangas do Morrazo. Fue catedrática de Filosofía en el Instituto Alexandre Bóveda de Vigo. Además, colabora con los Centros de Formación del Profesorado y de Personal Sociosanitario, impartiendo cursos de filosofía, prevención de violencia de género, inteligencia emocional, educación sentimental, coeducación y educación sexual.
El Grupo “Enxergo de Didáctica da Filosofía”, del que es fundadora, elabora los libros de texto que se utilizan en muchos de los institutos de la Comunidad de Galicia. En ellos se enseña a hacer comentarios de texto o composiciones filosóficas partiendo del constructivismo, una técnica de aprendizaje que consiste en aportar información en función de las necesidades o carencias de cada cual, y que permite un papel mucho más activo del alumnado.
Como presidenta de la ONG de Derechos Sexuales Federación de Planificación Familiar de España, la primera no ginecóloga, contribuyó a paliar significativamente las deficiencias del sistema sanitario en materia de derechos sexuales y reproductivos, aportando formación a profesionales, jóvenes y familias. Por otro lado, esta ONG cumple una importante función de asesoramiento político, asistiendo, formando y debatiendo con parlamentarios las nuevas propuestas de Ley.
Durante varios años fue invitada por  IPPF (International Planned Parenthood Federation) a participar como representante voluntaria del Estado español en temas de Derechos Sexuales en IPPF European Network Regional Council Meeting, colaborando en las jornadas internacionales celebradas en Praga, Oslo, Dublín, Roma, Tallin y Luxemburgo.
Fue profesora en el Diploma Superior de Salud Sexual y Reproductiva de la Escuela Nacional de Sanidad en Madrid y en Extremadura. También ha participado en el máster de Género y Políticas de Igualdad de la Universidad de Vigo y en el máster de Género de la Universidad de La Coruña y en los Cursos de Extensión Universitaria La educación de los sentimientos organizados por la Cátedra de Género Leonor de Guzmán de la Universidad de Córdoba.
En la reforma educativa de 1996 fue seleccionada por el Ministerio de Educación para la elaboración de las “Cajas Rojas”, marco de referencia en el diseño de la asignatura de Filosofía en el bachillerato LOGSE.
El Ayuntamiento de Vigo contó con su colaboración para la redacción del “II Plan Municipal para la Igualdad de Oportunidades y de Trato de las Mujeres de Vigo”. Y desde 1990, sigue participado en la organización de las Jornadas de las Mujeres Vecinales de Vigo.
En el año 2000 se publica la colección “El placer de pensar” (Editorial Penta, sello Ludus),  una colección diseñada y dirigida por ella en la que una serie de pensadores de reconocido prestigio abordaban los márgenes del pensamiento: política, estética, retórica, economía, educación…

## Premios y reconocimientos
Entre los distintos premios y reconocimientos que ha recibido a lo largo de su trayectoria académica y profesional destacan:
- Premio de Igualdade Ernestina Otero 2021.[19][15]
- III Premio CLAVICO por su trayectoria en coeducación, en 2020.[20][21]
- Premio Mulleres en Acción. Mostra de Teatro, Cangas do morrazo, en 2020.[22][23]
- Viguesa distinguida en el año 2017.[24][25]
- En 2011 el Premio Irene La Paz empieza en casa del Ministerio de Educación (Primer premio) por la coordinación del “Proyecto Bata”, en el que estaban implicados el profesorado del centro y más de 500 estudiantes (https://sites.google.com/view/proxectobata) y que pretendía visibilizar el trabajo no reconocido y no valorado que realizan las mujeres,  no sólo doméstico, si no de cuidado.[26][27]
- En 2010 recibió el especial Premio Irene por su trayectoria innovadora con el programa de Educación Sexual que lleva a cabo con adolescentes en 4º de ESO, durante 25 años.[28]
- En 1995 obtuvo el premio Nacional Educación y Sociedad a materiales didácticos de innovación educativa del MEC por los libros "O animal Humano" y "Eros: Materiais para pensar o amor".

## Publicaciones

### Libros
- "La revolución feminista en las aulas. Comando Igualdad" con Priscila Retamozo. Catarata. (2022)
- "Comando Igualdade. A mocidade facendo a revolución feminista nas aulas!" con Priscila Retamozo. Catro Ventos. (2021)
- "Amarte, pensar el amor en el siglo XXI" con Amada Traba Díaz. Libros de la Catarata (2019)
- "Ám@me" escrito con Amada Traba Díaz Editorial Galaxia (2018)
- “Aprendendo a ver a desigualdade” Ayuntamiento de Vigo (2002)
- “O corpo como campo batalla” Ayuntamiento de Vigo (2002)
- “¿Quen somos?” Edicións Xerais de Galicia (2000)
- "La educación sentimental. Una propuesta para adolescentes." Icaria Editorial (1998)
- “La educación sentimental en el aula. Proceso y evaluación de una experiencia. Archivado el 2 de octubre de 2016 en Wayback Machine.” Master de género y políticas de igualdad, Universidad de Vigo (1998)
- “Eros: Materiais para pensar o amor” Edicións Xerais de Galicia (1994)[29]
- “Animal Humano”  Edicións Xerais de Galicia (1993)
- “Platón” Edicións Xerais de Galicia (1990)

### Colaboraciones
- “Cultura de la violación” y “Educación afectivo-sexual” en el libro Breve Diccionario de Feminismo, (2020) editado por Rosa Cobo y Beatriz Ranea.
- "Revisar la masculinidad. Una condición para la igualdad” en Taillefer, L. Ed. 2011. La igualdad: nuevas perspectivas de género en educación, lingüística y filosofía. Centro de Ediciones de la Diputación de Málaga. (2011).
- "DATAS e DATOS para lembrar en pé de igualdade... e non esquecer o resto do ano" Concellería de Igualdade e Xuventude do Concello de Vigo. Vigo (2011).
- “Que podo facer para practicar a coeducación no meu centro? A igualdade ata na BATA” en Educando en Igualdade, Seminario de Estudios Políticos y Sociales. Fundación IEPS, A Coruña (2010).
- “Estas pola solución?” Proposta de recursos didácticos para a abordaxe da violencia de xénero no ámbito sanitario. Vicepresidencia da Igualdade, Junta de Galicia, (2008).
- “Feminismo e sociedade laica” en Por umha sociedade laica. Polo nosso direito a decidir. MNG Mulleres Nacionalistas Galegas, Vigo (2008).
- “Educación para a cidadanía”. Vigo, Xerais (2008).
- Proyecto “Salva Vidas” Materiales didácticos sobre donación y trasplante de órganos. Consellería de Sanidade, Junta de Galicia, (2008).
- “El cuerpo como campo de batalla. Reflexiones sobre la corporalidad femenina”. Pág. 115-126 En Congreso Internacional Sare  2005: Niñas son, mujeres serán.  Emakunde, Vitoria-Gasteiz (2006).
- “II Plan Municipal para a igualdade de oportunidades e de trato das mulleres de Vigo (2003-2004)”.Concellería de Muller, Concello de Vigo, (2003).
- “La educación sentimental. Una carencia en el sistema educativo.” En Santos Guerra (coord): “El harén pedagógico. Perspectiva de género en la organización escolar” Editorial Graó (2000).

### Artículos
- Repensar a sexualidade no século XXI. Amada Traba e Chis Oliveira. Revista ADRA Nº16 (2021)
- A violencia machista só se pode resolver se a ves" Entrevista a Mercedes Oliveira. Olalla Rodil. Sermos Galicia, apartado de Sociedade. (2016)
- “Derribando muros desde Coia" El Instituto Alexandre Bóveda presenta su propuesta educativa Derribando muros, ¿Qué es para ti la Paz? Faro de Vigo, suplemento A Escola do Faro. Martes 23 de junio de (2015), p. 5.
- Prólogo al libro “El Clítoris y sus secretos Archivado el 19 de agosto de 2016 en Wayback Machine.” de Maria Lameiras, Victoria Carrera y Yolanda Rodríguez, editado por la Universidad de Vigo, Difusora de Letras, Artes e Ideas SL Ourense (2013), pp. 5-8.
- “Proxecto BATA”. Revista Galega de Educación, n.º 54. Especial Construíndo os Afectos desde a escola, noviembre de 2012, pp. 47-51.[30]
- “A barba das mulleres ou a dificultade do logos femenino” con Carme Adán en Forcadela, M. e Noia, C. (Coords.): Cara a unha poética feminista. Edicións Xerais de Galicia, (2011).
- “Elisa e Marcela, Un asunto ruidoso. Lesbianas? Feministas? Hermafrodita? Travestí? Intersexual? En calquera caso... Alén os homes”. Festa da Palabra Silenciada n.º 25, Especial 25 anos de cultura feminista. Vigo, Galicia 2009. págs. 187-190.
- “A relixión e as mulleres” con Amada Traba en Xénero Humano, Caderno de Igualdade. Concello de Ourense (2009).
- “Milenium: outros modelos cos que identificarse”. Festa da Palabra Silenciada n.º 25, Especial 25 anos de cultura feminista. Vigo, Galicia 2009. págs. 162-164.
- “Algo se move” Revista Tempos Novos, Setembro 2009. pág. 3.
- “Visibilizar los abusos sexuales, un reto educativo para la igualdad.” En Convivencia e Igualdade: Dimensións e retos educativos. Informes e propostas n.º 21, Universidad de Santiago de Compostela (2008).
- “Non o quero nin pensar... Sobre o abuso sexual infantil e xuvenil Archivado el 4 de marzo de 2020 en Wayback Machine.”. Festa da Palabra Silenciada n.º 23 Especial Violencia. Vigo, Galicia  (2007).
- Presentación/Prólogo al libro Las mujeres del mundo Cara a Cara. Una mirada sobre la salud y los derechos sexuales y reproductivos. Fondo de Población de Naciones Unidas y Varias entidades colaboradoras, pp. 7-8, Madrid (2000).
- ”Educar la afectividad desde los sentidos”. Padres y Maestros n.º 249 especial La educación de los sentidos. A Coruña, enero de 2000; pp. 9-12.
- “Derechos sexuales y reproductivos”. Diario 16 Mestizaje. Madrid, viernes 3 de marzo de 2000, Opinión; p. 3.
- “A muller namorada”. Festa da Palabra Silenciada n.º 15 Especial Simone de Beauvoir: 50 anos de revolución sexual. Vigo (1999). Pp. 27-31.
- “6.000 Millones. Ayuda.” Diario El Mundo. Martes 12 de octubre de 1999. Pp. 2-3.

### Vídeos
- "Platón: una reflexión sobre o fracaso". Guion Mercedes Oliveira, Alfonso Sola e Valentín Carrera. Realización: Carlos Osorio. Duración 23min. Pontevedra (1986).

También ha publicado numeroso material didáctico y libros de texto en Edicións Xerais de Galicia con libros sobre: Historia de la Filosofía, Ética, Política, Educación para la Ciudadanía, Composición Filosófica,  Comentario de Textos, etc. en colaboración con el grupo Enxergo de Didáctica de la Filosofía y el grupo Nexos.